# M95 (astronomia)
M 95 (conosciuta anche come NGC 3351) è una galassia a spirale barrata visibile nella costellazione del Leone; fa parte di un gruppo di galassie situate proprio al centro della costellazione del Leone, detto Leo I. Fu scoperta, insieme a M96, da Pierre Méchain, il 20 marzo 1781.

## Osservazione

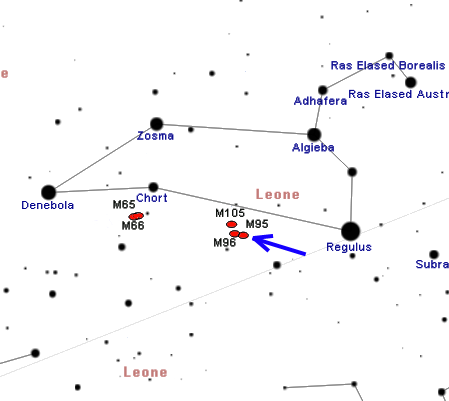
Mappa per individuare M95.

M95 e le sue compagne si individuano in un'area povera di stelle di riferimento: occorre partire dunque dalla linea che congiunge Regolo a θ Leonis, fermarsi a metà via e spostarsi a sud di circa 2°; la galassia è al di fuori della portata di un binocolo di medie dimensioni come un 10x50, dunque occorrono telescopi da almeno 80mm per poterla individuare anche solo come una macchietta chiara. Strumenti di aperture comprese fra 150 e 300mm aumentano il numero dei dettagli visibili, come la presenza di un nucleo di 40" di diametro di decima magnitudine e un alone molto debole di 5' attraversato da una debolissima barra centrale.
M95 può essere osservato con facilità da entrambi gli emisferi terrestri, grazie al fatto che la sua declinazione non è eccessivamente settentrionale; dalle regioni boreali è maggiormente osservabile e si presenta estremamente alto nel cielo nelle notti di primavera, mentre dall'emisfero australe resta sempre mediamente più basso, ad eccezione delle aree prossime all'equatore. È comunque visibile da tutte le aree abitate della Terra. Il periodo migliore per la sua osservazione nel cielo serale è quello compreso fra febbraio e agosto.

## Storia delle osservazioni
La galassia fu scoperta da Pierre Méchain assieme alle altre due del gruppo, M96 e M105; le segnalò a Charles Messier, che descrisse M95 come una macchia estremamente debole senza stelle e ne fornì le coordinate. William Herschel, che disponeva di un telescopio molto più potente di quello del Messier, la descrisse al contrario come una nube luminosa, larga, tonda e gradualmente molto luminosa fino ad un nucleo; Lord Rosse, che la osservò con uno strumento ancor più potente, la descrisse come una nube il cui nucleo somiglia ad un ammasso globulare.

## Caratteristiche

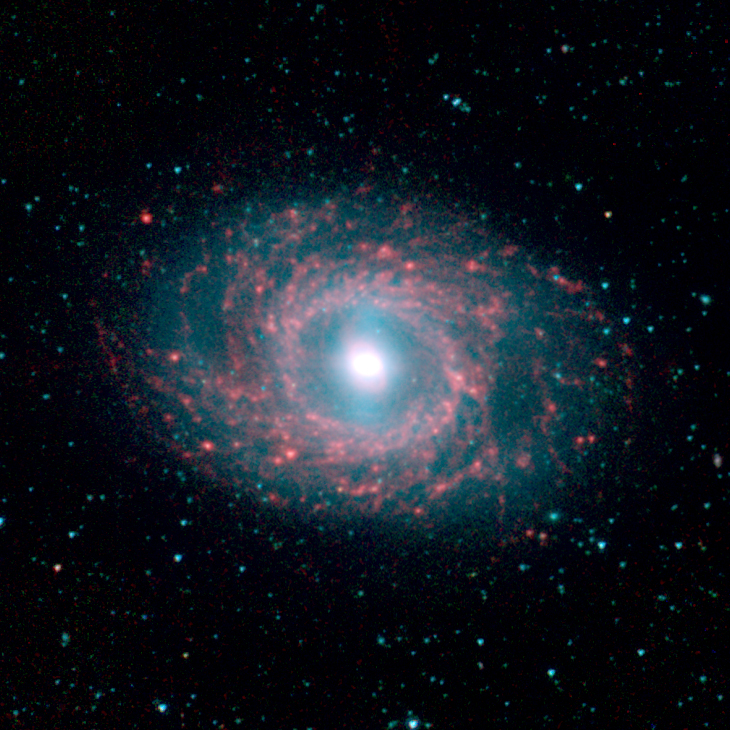
M95 vista col telescopio spaziale Spitzer.

M95 è una delle galassie più studiate dal telescopio spaziale Hubble al fine di determinare la costante di Hubble, studiandone le variabili Cefeidi allo scopo di determinarne la distanza; i risultati, che furono poi corretti tramite l'ausilio del telescopio Hipparcos, indicano una distanza di 32,6 milioni di anni luce con uno scarto di 1,4 milioni di anni luce.
Questa galassia mostra una notevole attività nelle sue regioni centrali, in particolare in un anello del diametro di circa 600 parsec attorno al centro, composto probabilmente di gas diffuso non uniforme. Le emissioni di raggi X provengono da numerose fonti, che sono concentrate in regioni di gas caldo, la morfologia dell'emissione può spiegarsi se si sta presentando una serie di starbursts istantanei situati in diverse zone dell'anello. L'estensione dei raggi X va almeno 500 parsec oltre l'anello, che può essere interpretato come un'uscita di gas al di là dello stesso.
Ha una velocità di allontanamento (redshift) di 600 km/s.

## Gruppo di M96
M95 è una delle galassie facenti parte del Gruppo di M96, un gruppo di galassie visibile nella costellazione del Leone; questo gruppo contiene anche M96 e M105.

### Libri
- (EN) Stephen James O'Meara, Deep Sky Companions: The Messier Objects, Cambridge University Press, 1998, ISBN 0-521-55332-6.

### Carte celesti
- Toshimi Taki, Taki's 8.5 Magnitude Star Atlas, su geocities.jp, 2005. URL consultato il 7 novembre 2010 (archiviato dall'url originale il 5 novembre 2018). - Atlante celeste liberamente scaricabile in formato PDF.
- Tirion, Rappaport, Lovi, Uranometria 2000.0 - Volume I - The Northern Hemisphere to -6°, Richmond, Virginia, USA, Willmann-Bell, inc., 1987, ISBN 0-943396-14-X.
- Tirion, Sinnott, Sky Atlas 2000.0 - Second Edition, Cambridge, USA, Cambridge University Press, 1998, ISBN 0-933346-90-5.
- Tirion, The Cambridge Star Atlas 2000.0, 3ª ed., Cambridge, USA, Cambridge University Press, 2001, ISBN 0-521-80084-6.